# Fëdor Matveevič Apraksin
Fëdor Matveevič Apraksin in russo Фёдор Матвеевич Апраксин? (7 dicembre 1661 – Mosca, 21 novembre 1728) è stato un ammiraglio russo.
Confidente di Pietro il Grande, fu il creatore della marina da guerra zarista.
Condusse (1710) la presa di Vyborg durante la Grande guerra del Nord e contrastò i Turchi nella Campagna del Prut.
Contro gli Svedesi, li annientò costringendoli alla pace di Nystad.